# Coppa del Mondo giovani di slittino 2004
La Coppa del Mondo giovani di slittino 2003/2004 fu la settima edizione del circuito mondiale dello slittino relativo alla categoria giovani, manifestazione organizzata annualmente dalla FIL; iniziò il 6 dicembre 2003 ad Innsbruck in Austria e si concluse il 16 gennaio 2004 ad Altenberg in Germania e si svolse in contemporanea alla medesima competizione riservata agli juniores. Si disputarono dieci gare: cinque prove nel singolo donne ed altrettante nel singolo uomini in cinque differenti località.
Le coppe di cristallo, trofeo conferito ai vincitori del circuito, furono assegnate alla tedesca Sindy Linke per quanto concerne il singolo donne -che bissò il successo della stagione 2001/02- ed al connazionale Timo Overhageböck nel singolo uomini.

## Calendario
| Tappa  | Località             | Pista                           | Data                | Singolo | Singolo |
| Tappa  | Località             | Pista                           | Data                | Donne   | Uomini  |
| ------ | -------------------- | ------------------------------- | ------------------- | ------- | ------- |
| 1      | Innsbruck            | Olympia Eiskanal Innsbruck-Igls | 6–7 dicembre 2003   | ●       | ●       |
| 2      | Schönau am Königssee | Eisarena Königssee              | 13–14 dicembre 2003 | ●       | ●       |
| 3      | Winterberg           | Eisarena Winterberg             | 19–20 dicembre 2003 | ●       | ●       |
| 4      | Oberhof              | Pista di Oberhof                | 9–10 gennaio 2004   | ●       | ●       |
| 5      | Altenberg            | Eiskanal Altenberg              | 16 gennaio 2004     | ●       | ●       |
| Totale | Totale               | Totale                          | Totale              | 5       | 5       |

## Risultati

### Singolo donne
| Data             | Località             | Nazione  | Prima classificata   | Seconda classificata      | Terza classificata       | RU    |
| ---------------- | -------------------- | -------- | -------------------- | ------------------------- | ------------------------ | ----- |
| 6 dicembre 2003  | Innsbruck            | Austria  | Alex Gough Canada    | Stefanie Sieger Germania  | Sindy Linke Germania     | [ 1 ] |
| 13 dicembre 2003 | Schönau am Königssee | Germania | Sindy Linke Germania | Alex Gough Canada         | Stefanie Sieger Germania | [ 2 ] |
| 19 dicembre 2003 | Winterberg           | Germania | Sindy Linke Germania | Marlene Pester Germania   | Stefanie Sieger Germania | [ 3 ] |
| 9 gennaio 2004   | Oberhof              | Germania | Sindy Linke Germania | Megan Sweeney Stati Uniti | Marlene Pester Germania  | [ 4 ] |
| 16 gennaio 2004  | Altenberg            | Germania | Sindy Linke Germania | Stefanie Sieger Germania  | Marlene Pester Germania  | [ 5 ] |

### Singolo uomini
| Data             | Località             | Nazione  | Primo classificato          | Secondo classificato        | Terzo classificato              | RU     |
| ---------------- | -------------------- | -------- | --------------------------- | --------------------------- | ------------------------------- | ------ |
| 7 dicembre 2003  | Innsbruck            | Austria  | Timo Overhageböck Germania  | Wolfgang Kindl Austria      | Manuel Pfister Austria          | [ 6 ]  |
| 14 dicembre 2003 | Schönau am Königssee | Germania | Timo Overhageböck Germania  | Franziskus Schmidt Germania | Daniel Reuß Germania            | [ 7 ]  |
| 20 dicembre 2003 | Winterberg           | Germania | Franziskus Schmidt Germania | Timo Overhageböck Germania  | Manuel Pfister Austria          | [ 8 ]  |
| 10 gennaio 2004  | Oberhof              | Germania | Timo Overhageböck Germania  | Franziskus Schmidt Germania | Tobias Raßbach Germania         | [ 9 ]  |
| 16 gennaio 2004  | Altenberg            | Germania | Wolfgang Kindl Austria      | Daniel Reuß Germania        | Christopher Mazdzer Stati Uniti | [ 10 ] |

## Classifiche

### Singolo donne
| Pos. | Nome                 | Nazione     | Risultati ottenuti | Risultati ottenuti | Risultati ottenuti | Risultati ottenuti | Risultati ottenuti | Punti totali |
| Pos. | Nome                 | Nazione     | INN                | KÖN                | WIN                | OBE                | ALT                | Punti totali |
| ---- | -------------------- | ----------- | ------------------ | ------------------ | ------------------ | ------------------ | ------------------ | ------------ |
| 1    | Sindy Linke          | Germania    | 3                  | 1                  | 1                  | 1                  | 1                  | 470          |
| 2    | Stefanie Sieger      | Germania    | 2                  | 3                  | 3                  | 5                  | 2                  | 365          |
| 3    | Marlene Pester       | Germania    | 5                  | 4                  | 2                  | 3                  | 3                  | 340          |
| 4    | Megan Sweeney        | Stati Uniti | 4                  | 5                  | 6                  | 2                  | 4                  | 310          |
| 5    | Alex Gough           | Canada      | 1                  | 2                  | 4                  | 4                  | DSQ                | 305          |
| 6    | Veronika Štefaňáková | Slovacchia  | 7                  | 11                 | –                  | 8                  | 6                  | 172          |
| 7    | Maša Topole          | Slovenia    | 9                  | 9                  | DNF                | 9                  | 7                  | 163          |
| 8    | Amanda Allen         | Stati Uniti | 6                  | 6                  | 5                  | –                  | –                  | 155          |
| 9    | Lorena Tröger        | Italia      | 10                 | –                  | –                  | 6                  | 5                  | 141          |
| 10   | Ksenija Cyplakova    | Russia      | 11                 | 10                 | 8                  | –                  | –                  | 112          |

### Singolo uomini
| Pos. | Nome                | Nazione     | Risultati ottenuti | Risultati ottenuti | Risultati ottenuti | Risultati ottenuti | Risultati ottenuti | Punti totali |
| Pos. | Nome                | Nazione     | INN                | KÖN                | WIN                | OBE                | ALT                | Punti totali |
| ---- | ------------------- | ----------- | ------------------ | ------------------ | ------------------ | ------------------ | ------------------ | ------------ |
| 1    | Timo Overhageböck   | Germania    | 1                  | 1                  | 2                  | 1                  | 7                  | 431          |
| 2    | Franziskus Schmidt  | Germania    | 4                  | 2                  | 1                  | 2                  | 18                 | 353          |
| 3    | Christopher Mazdzer | Stati Uniti | 5                  | 4                  | 7                  | 4                  | 3                  | 291          |
| 4    | Daniel Reuß         | Germania    | 9                  | 3                  | 9                  | 5                  | 2                  | 288          |
| 5    | Wolfgang Kindl      | Austria     | 2                  | DNF                | 5                  | 11                 | 1                  | 274          |
| 6    | Tobias Raßbach      | Germania    | 6                  | 6                  | 8                  | 3                  | 4                  | 272          |
| 7    | Matthew Babinec     | Canada      | 8                  | DNF                | 4                  | 21                 | 5                  | 177          |
| 8    | Cosmin Chetroiu     | Romania     | 14                 | 17                 | 14                 | 7                  | 6                  | 176          |
| 9    | Connor O'Neill      | Stati Uniti | 11                 | 9                  | 18                 | 9                  | 16                 | 160          |
| 10   | Martins Brempelis   | Lettonia    | 17                 | 8                  | 6                  | 20                 | 19                 | 159          |